# Plan projectif complexe
En mathématiques, le plan projectif complexe, généralement noté {\displaystyle \mathbb {P} ^{2}(\mathbb {C} )} ou {\displaystyle \mathbb {C} P^{2}} est l'espace projectif complexe de dimension deux. C'est une variété complexe de dimension complexe 2, dans laquelle un point est décrit par trois coordonnées complexes non toutes nulles
{\displaystyle (Z_{1},Z_{2},Z_{3})\in \mathbb {C} ^{3},\qquad (Z_{1},Z_{2},Z_{3})\neq (0,0,0)}
après identification des triplets par multiplication par un complexe non nul :
{\displaystyle (Z_{1},Z_{2},Z_{3})\sim (\lambda Z_{1},\lambda Z_{2},\lambda Z_{3})\quad (\lambda \in \mathbb {C} \setminus \{0\}).}
Autrement dit, il s’agit de coordonnées homogènes au sens traditionnel de la géométrie projective.

## Topologie
Les nombres de Betti du plan projectif complexe sont
1, 0, 1, 0, 1, 0, 0...
c'est-à-dire, 0 en dimensions impaires et 1 en dimensions paires jusqu'à {\displaystyle 2n=4}, puis 0 au-delà.
L'homologie en dimension 2 est représentée par la classe de la droite projective complexe, ou sphère de Riemann, située dans le plan.
Les groupes d'homotopie sans torsion du plan projectif complexe sont {\displaystyle \pi _{2}=\pi _{5}=\mathbb {Z} } ; l'ensemble {\displaystyle \pi _{0}} est réduit à un point, le groupe fondamental {\displaystyle \pi _{1}} et les groupes {\displaystyle \pi _{3}} et {\displaystyle \pi _{4}} sont triviaux ; les groupes d'homotopie {\displaystyle \pi _{k}} pour k > 6 (et k ≠ 9) sont ceux de la 5-sphère, c'est-à-dire de torsion.

## Géométrie algébrique
En géométrie birationnelle, on appelle surface rationnelle complexe toute variété algébrique de dimension 2 qui est birationnellement équivalente au plan projectif complexe. On sait que toute variété rationnelle non singulière est obtenue à partir du plan par une suite d'éclatements (« blow up ») et de leurs inverses (« blowing down ») de courbes, lesquelles doivent être d'un type très particulier. Par exemple, on obtient une quadrique complexe lisse dans {\displaystyle \mathbb {P} ^{3}(\mathbb {C} )} en éclatant deux points en des droites projectives, puis en contractant la droite qui relie ces deux points ; l'inverse de cette transformation peut être vue de la façon suivante : on choisit un point {\displaystyle P} sur la quadrique, on l'éclate, puis on effectue une projection centrale de pôle {\displaystyle P} sur un plan générique de {\displaystyle \mathbb {P} ^{3}(\mathbb {C} )}.
Le groupe des automorphismes birationnels du plan projectif complexe est appelé groupe de Cremona.

## Géométrie différentielle
En tant que variété riemannienne, le plan projectif complexe est une variété de dimension 4 dont la courbure sectionnelle est comprise entre 1 et 4, mais au sens large : autrement dit, les deux bornes sont atteintes, de sorte que le théorème de la sphère ne s'applique pas et, de fait, le plan projectif n'est pas une sphère. On peut normaliser la courbure de sorte à la pincer entre 1/4 et 1. Pour cette dernière normalisation, la surface plongée qu'est la droite projective complexe a une courbure de Gauss égale à 1. Pour la première normalisation, le plan projectif réel plongé a une courbure de Gauss égale à 1.
Un calcul explicite du tenseur de Riemann et de la courbure de Ricci est donné dans la sous-section n = 2 de l'article en anglais sur la métrique de Fubini-Study.